# Valdostánská unie
Valdostánská unie (francouzsky Union valdôtaine, zkratka UV) je italská regionální politická strana, reprezentující francouzsky mluvící menšinu v autonomním regionu Údolí Aosty.
UV vede regionální vládu téměř nepřetržitě od roku 1974, v současnosti je guvernérem Údolí Aosty její člen Renzo Testolin. Strana je také pravidelně zastoupena v italském parlamentu jedním poslancem nebo senátorem. Politicky je Valdostánská unie centristická a proevropská, na celostátní úrovni spolupracuje se Středolevicovou koalicí.